# 753 до н. е.

## Події
- 21 квітня вважається днем заснування Риму легендарним царем Ромулом.

### Астрономічні явища
- 26 травня. Повне сонячне затемнення.[1]
- 19 листопада. Кільцеподібне сонячне затемнення.[1]